# 青馬大橋

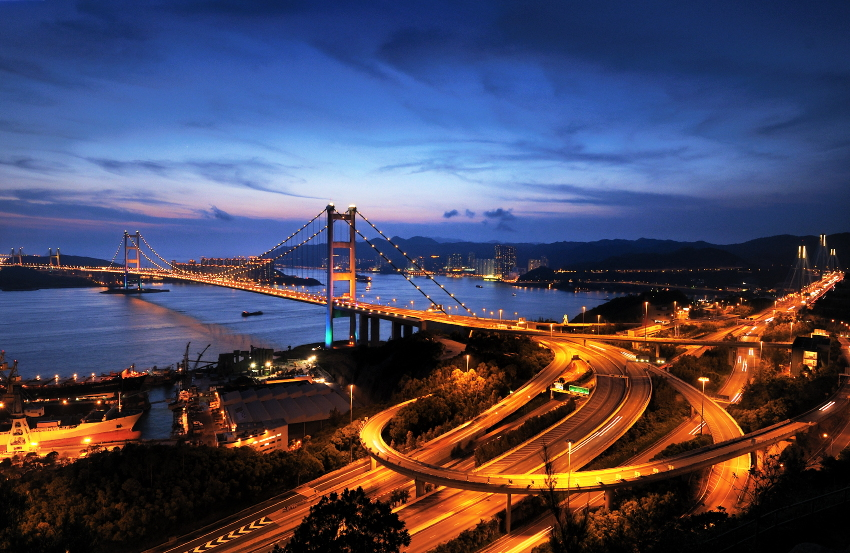
青馬大橋夜景

22°21′05″N 114°04′27″E / 22.35139°N 114.07417°E
青馬大橋（英語：Tsing Ma Bridge）是跨越馬灣海峽連接青衣和馬灣的一座大橋，屬於香港8號幹線青嶼幹線的一部份。主跨長1377米，連引道全長2160米，是全球跨度第二長的行車鐵路雙用懸索吊橋（僅次於土耳其的亞武茲蘇丹塞利姆大橋），以及全球第16長的懸索吊橋。
青馬大橋是玫瑰園計劃（即香港機場核心計劃）中的十項核心工程的一项基建。為香港道路的重要部份，因為在屯門至赤鱲角連接路通車前，它連同汲水門大橋，共同擔當著連接大嶼山、赤鱲角香港國際機場與市區的唯一行車通道。即使在屯門至赤鱲角連接路通車後，青馬大橋也是唯一擔當著連接大嶼山、赤鱲角香港國際機場與市區的鐵路。青馬大橋屬青馬管制區範圍，車速限制每小時80公里，管制區人員獲授權執行《青馬管制區條例》。

## 簡介
青馬大橋由莫特·麦克唐纳公司（Mott MacDonald）設計，並由英國的特法佳建築（亞洲）有限公司（Trafalgar House Construction (Asia) Ltd）、高捷達土木工程有限公司（Costain Civil Engineering Limited）及日本的三井物業有限公司（Mitsui Construction）組成的英高日建築聯營所負責興建。「青」是指青衣，而「馬」是指馬灣，它離海面高度54.6米，橋塔高度則為206米。吊起大橋橋身的主纜直徑為1.1米，而主纜主跨是由33,400條直徑5.38毫米的鋼絲，以空中絞織方法組成。每條主纜會產生5萬公噸的拉力，總長度達16萬公里，足以環繞地球4次。大橋的結構鋼材主要在英國及日本製造，並在中國廣東省東莞市珠江附近組合成50件組件，再以躉船運往施工地點。重量方面，結構鋼材重量5萬公噸，橋塔和錨碇混凝土重量則為50萬公噸。
青馬大橋採用雙層設計，橋的露天上層為3線雙程分隔快速公路，有蓋的下層則為2條港鐵東涌綫及機場快綫的共用路軌，和2條供緊急時（例如颱風吹襲和嚴重交通意外時）使用的單線行車道路。青馬大橋於1992年5月25日開始動工興建，耗資71.44億港元。大橋連同青嶼幹線其餘部份，於1997年4月27日開幕，並由前英國首相戴卓爾夫人、港督彭定康及布政司陳方安生主持開幕儀式，當晚舉行的開幕煙花匯演，最後一幕把煙火從橋上傾瀉而下，形成寬度達1公里的煙花瀑布，成為煙花匯演中的經典。而大橋則於同年5月22日正式通車。此後，青馬大橋於往後的19年內，曾為全球最長的鐵路公路兩用懸索橋，直至土耳其亞武茲蘇丹塞利姆大橋於2016年8月26日啟用為止。
青馬大橋屬青馬管制區範圍內，現由交通基建管理合約有限公司負責管理。
部設立青嶼幹線訪客中心及觀景台。訪客中心設有大橋模型、相片和互動遊戲；從螺旋式的小路繞著圓柱形的觀景台而上，遊人便可以較近距離或高角度，遠眺青馬大橋、汲水門大橋及汀九橋，觀景台設有行人天橋連接訪客中心與停車場。訪客中心及觀景台於1997年隨青嶼幹線通車對外開放，最初由新機場工程統籌署負責管理及運作。部門於1998年解散後，展覽中心交由民政事務總署葵青民政事務處負責管理。
舉行期間開放橋面，作為比賽場地。另外亦曾於2008年5月2日將部分橋面給予2008年夏季奧林匹克運動會的火炬手傳遞聖火。

## 榮譽
- 1998年，青馬大橋榮獲由日本土木學會主辦的「田中獎」，為香港僅有三個獲得此獎項的基建工程之一，亦是歷來少數位於日本國外的得獎工程[4]。

## 前往方法
遊人可以從港鐵青衣站A1出口的小巴站，搭乘新界區專線小巴308M線至青嶼幹線觀景台站下車（部分小巴不在訪客中心停站，遊人須於上車時向司機查詢）；或者從港鐵青衣站A1出口，搭乘計程車前往青嶼幹線觀景台。

## 其他
- 1997年5月4日，青馬大橋通車前夕曾舉行馬拉松賽事，由太古集團主辦，分為長跑和十公里跑，吸引超過5,000人參加，亦有14個國家和地區共20多名外國選手參加，由時任財政司曾蔭權主持起步禮。長跑由青衣起點跑至東涌調頭，全長42.195公里，惟當日的天氣陰雨綿綿。[5][6]

- 1997年聖誕兒歌 - 《雪車可會取道青馬橋》由熊熊兒童合唱團主唱（原曲：Here Comes Santa Claus）[7]

- 在1999-2000年跨年慶祝活動「龍騰燈耀慶千禧」的「千禧短片頌香江」環節，片中象徵千禧年的紅光繞過天壇大佛後，隨即飛上正在燃放煙花的青馬大橋並化為巨龍[8]。其後，該短片在重新剪接後，成為香港電台電視部2000-2003年的節目開場。

- 2017年1月2日早上，5名20多歲男女青年企圖登上青馬大橋橋頂玩Rooftopping（英语：Rooftopping）拍照，其後青嶼幹綫收費廣場職員發現有人步入禁區範圍，即時報警。由於事件未有涉及刑事成份，警員將各人資料登記後獲准離開。[9]

- 在2021年2月18日上映的電影《拆彈專家2》中，青馬大橋为故事高潮发生地。

- 因應「颱風馬鞍」在菲律賓造成災難性破壞，被菲律賓申請除名獲接納，2023年6月香港天文台舉辦熱帶氣旋名字徵集活動以取代馬鞍。12月網上公眾投票40強名單當中，最後「青馬」以15,127票勇奪第2位[10]。其後由於第1位「奶茶」在其他語言中碰上負面情況[來源請求]，無法通過，颱風委員會最後選擇「青馬」代替「馬鞍」作為日後熱帶氣旋的名字。

## 另見
- 亚武兹苏丹塞利姆大桥，取代青馬大橋成為全球最長的公鐵兩用懸索橋

## 外部連結
- 青馬大橋 － 全球最長行車鐵路吊橋 － 香港旅遊發展局
- 青馬大橋煙花匯演視頻第一部份(包括瀑布煙花) （页面存档备份，存于）
- 青馬大橋煙花匯演視頻第二部份 （页面存档备份，存于）
- 青馬大橋煙花匯演視頻第三部份 （页面存档备份，存于）
- 香港巴士大典上的相关条目：青馬大橋
- 香港道路大典上的相关条目：青馬大橋

| 论 编 | 香港8號幹線 |  |
| |             |  |
| 青沙公路（包括南灣隧道、昂船洲大橋、尖山隧道、沙田嶺隧道及大圍隧道） – 長青公路 – 青衣西北交匯處 – 青嶼幹線（包括汲水門大橋、馬灣高架道路、青馬大橋） – 北大嶼山公路 |             |  |
| |             |  |

| 论 编 | 青馬管制區 |  |
| |            |  |
| 3號幹線：青朗公路（只限汀九橋部分） - 青衣西北交匯處 - 長青公路 - 長青隧道 - 青葵公路 8號幹線：北大嶼山公路（只限欣澳以東部分）- 青嶼幹線（包括汲水門大橋、馬灣高架道路、青馬大橋） 其他道路：馬灣路、青衣北岸公路 |            |  |